# Viatges Baixas
Viatges Baixas fou una agència de viatges catalana fundada el 1924 a Barcelona per l'advocat Melcior Baixas de Palau (1908-1976). Estava especialitzada en turisme emisor i la majoria de les seves oficines es trobaven a Catalunya, amb presència també a Madrid, Extremadura, Palma i València. L'any 2004, amb 22 oficines, 100 treballadors i unes vendes de 39,8 milions d'euros, el 71% del seu capital va ser comprat per «Hotusa» per 1 milió d'euros. El 2008 va facturar 29,8 milions d'euros. El 2011 va ser adquirida per la mallorquina «Barceló Viatges» que va integrar les seves oficines fent desaparèixer la marca Viatges Baixas.